# Lekkoatletyka na Letnich Igrzyskach Olimpijskich 2024 – sztafeta 4 × 100 m mężczyzn
Sztafeta 4 x 100 m mężczyzn XXXIII Letnich Igrzysk Olimpijskich w Paryżu odbyła się w dniach 8–9 sierpnia 2024. Do rywalizacji przystąpiło 65 sportowców z 16 krajów. Areną zawodów był Stade de France.

## Terminarz
| Data            | Godzina rozpoczęcia |            |
| 8 sierpnia 2024 | 11:35               | Eliminacje |
| 9 sierpnia 2024 | 19:45               | Finał      |

## Rekordy
Przed rozpoczęciem zawodów aktualny rekord świata i rekord olimpijski były następujące:
| WR | Nesta Carter, Michael Frater, Yohan Blake, Usain Bolt | 36,84 | Londyn | 11 sierpnia 2012 |
| OR | Nesta Carter, Michael Frater, Yohan Blake, Usain Bolt | 36,84 | Londyn | 11 sierpnia 2012 |

## Eliminacje
Rozegrano 2 biegi eliminacyjne. Do finału awansowały 3 pierwsze sztafety z każdego biegu oraz dwie z najlepszymi czasami.

### Bieg 1
| Poz. | Tor | Reprezentacja     | Zawodnicy                                                               | Czas  | Uwagi |
| ---- | --- | ----------------- | ----------------------------------------------------------------------- | ----- | ----- |
| 1.   | 6   | Stany Zjednoczone | Christian Coleman, Fred Kerley, Kyree King, Courtney Lindsey            | 37:47 | Q     |
| 2.   | 4   | Południowa Afryka | Bayanda Walaza, Shaun Maswanganyi, Bradley Nkoana, Akani Simbine        | 37,94 | Q     |
| 3.   | 5   | Wielka Brytania   | Jeremiah Azu, Louie Hinchliffe, Richard Kilty, Nethaneel Mitchell-Blake | 38,04 | Q     |
| 4.   | 7   | Japonia           | Abdul Hakim Sani Brown, Hiroki Yanagita, Yoshihide Kiryu, Koki Ueyama   | 38,06 | q     |
| 5.   | 8   | Włochy            | Matteo Melluzzo, Marcell Jacobs, Fausto Desalu, Filippo Tortu           | 38,07 | q     |
| 6.   | 9   | Australia         | Lachlan Kennedy, Jacob Despard, Calab Law, Joshua Azzopardi             | 38,12 | AR    |
| 7.   | 2   | Nigeria           | Favour Ashe, Kayinsola Ajayi, Alaba Akintola, Usheoritse Itsekiri       | 38,20 |       |
| 8.   | 3   | Holandia          | Onyema Adigida, Taymir Burnet, Nsikak Ekpo, Elvis Afrifa                | 38,48 |       |

### Bieg 2
| Poz. | Tor | Reprezentacja | Zawodnicy                                                                  | Czas  | Uwagi |
| ---- | --- | ------------- | -------------------------------------------------------------------------- | ----- | ----- |
| 1.   | 5   | Chiny         | Deng Zhijian, Xie Zhenye,Yan Haibin, Chen Jiapeng                          | 38,24 | Q     |
| 2.   | 7   | Francja       | Méba-Mickaël Zeze, Jeff Erius, Ryan Zeze, Pablo Matéo                      | 38,34 | Q     |
| 3.   | 6   | Kanada        | Aaron Brown, Jerome Blake, Brendon Rodney, Andre De Grasse                 | 38,39 | Q     |
| 4.   | 8   | Jamajka       | Ackeem Blake, Jelani Walker, Jehlani Gordon, Kishane Thompson              | 38,45 |       |
| 5.   | 9   | Niemcy        | Kevin Kranz, Owen Ansah, Yannick Wolf, Lucas Ansah-Peprah                  | 38,53 |       |
| 6.   | 3   | Brazylia      | Gabriel Garcia, Felipe Bardi, Erik Cardoso, Renan Correa                   | 38,73 |       |
| 7.   | 2   | Liberia       | Jabez Reeves, Emmanuel Matadi, John Sherman, Joseph Fahnbulleh             | 38,97 |       |
|      | 4   | Ghana         | Abdul-Rasheed Saminu, Benjamin Azamati, Ibrahim Fuseini, Joseph Paul Amoah | DQ    |       |

## Finał
| Pozycja | Tor | Reprezentacja     | Zawodnicy                                                                | Czas  | Uwagi |
| ------- | --- | ----------------- | ------------------------------------------------------------------------ | ----- | ----- |
| złoto   | 9   | Kanada            | Aaron Brown, Jerome Blake, Brendon Rodney, Andre De Grasse               | 37,50 |       |
| srebro  | 7   | Południowa Afryka | Bayanda Walaza, Shaun Maswanganyi, Bradley Nkoana, Akani Simbine         | 37,57 | AR    |
| brąz    | 4   | Wielka Brytania   | Jeremiah Azu, Louie Hinchliffe, Nethaneel Mitchell-Blake, Zharnel Hughes | 37,61 |       |
| 4.      | 2   | Włochy            | Matteo Melluzzo, Marcell Jacobs, Lorenzo Patta, Filippo Tortu            | 37,68 |       |
| 5.      | 3   | Japonia           | Ryuichiro Sakai, Abdul Hakim Sani Brown, Yoshihide Kiryū, Koki Ueyama    | 37,78 |       |
| 6.      | 6   | Francja           | Méba-Mickaël Zeze, Jeff Erius, Ryan Zeze, Pablo Matéo                    | 37,81 |       |
| 7.      | 8   | Chiny             | Deng Zhijian, Xie Zhenye, Yan Haibin, Chen Jiapeng                       | 38,06 |       |
|         | 5   | Stany Zjednoczone | Christian Coleman, Kenny Bednarek, Kyree King, Fred Kerley               | DQ    |       |